# Kryptojuden
Als Kryptojuden werden gelegentlich Konvertiten (vom Judentum zu einer anderen Religion) und deren Nachkommen bezeichnet, die entgegen ihrer öffentlichen Religionszugehörigkeit sich weiterhin der alten Religion verbunden fühlen und im Geheimen jüdische Kultur und Religion praktizieren.

## Anwendung
Das Wort ist abgeleitet von griechisch: κρυπτός, kryptós, „verborgen“. Der Begriff Kryptojudaismus wird in der religionswissenschaftlichen Literatur verwendet.
Erste kryptojüdische Gruppen entstanden im 8. Jahrhundert nach den Zwangsbekehrungen unter den Westgoten und im 12. Jahrhundert unter den Almohaden in Nordafrika und Spanien.
Die bekannteste Gruppe der Kryptojuden sind die Marranen, Juden und deren Nachkommen, die auf der iberischen Halbinsel unter Zwang zum Christentum übertraten. Nach dem Abschluss der Reconquista und dem Erlass des Alhambra-Edikts 1492 wurden zunächst in Spanien, anschließend in Portugal alle Juden vertrieben oder unter Zwang getauft. Ein Teil von ihnen hing weiterhin der alten Religion an, was die ganze Gruppe unter den Generalverdacht des Judaisierens (judaizar / judaisar) brachte. Daher kam es noch nach 1500 immer wieder zu Vertreibungen von Neu-Christen (Conversos), die sich aber als Christen nun auch in der neuen Welt niederlassen durften. Kryptojüdische Gemeinschaften bestehen bis heute in nördlichen Portugal zum Beispiel in Belmonte und ebenfalls in Neumexiko oder Südamerika. Selbst wenn sich keine kryptojüdische Gemeinschaften feststellen lassen, haben sich ihre Gebräuche oft gehalten.

## Kryptojuden im islamischen Raum
Für die Kryptojuden im islamischen Raum wird keine einheitliche Gruppenbezeichnung verwendet. Im 19. Jahrhundert wurde in Maschhad (Persien) eine Gruppe zwangsbekehrter Juden unter dem Namen Jadid al-Islam („Neulinge im Islam“) bekannt.